# Arwal
Arwal (Hindi अरवल) ist eine Stadt im indischen Bundesstaat Bihar.
Die Stadt ist Verwaltungssitz des gleichnamigen Distrikts. Arwal liegt 80 km südwestlich von Patna. Arwal hat den Status eines City Council (Nagar parishad). Die Stadt ist in 25 Wards gegliedert. Der Nagar parishad Arwal hatte am Stichtag der Volkszählung 2011 51.849 Einwohner, von denen 27.077 Männer und 24.772 Frauen waren.
Die Stadt Arwal liegt am rechten Ufer des Flusses Son, der ein Nebenfluss des Ganges ist. Ein großer Teil der Bevölkerung in dieser armen Gegend lebt direkt oder indirekt von der Landwirtschaft.